# Oderteich

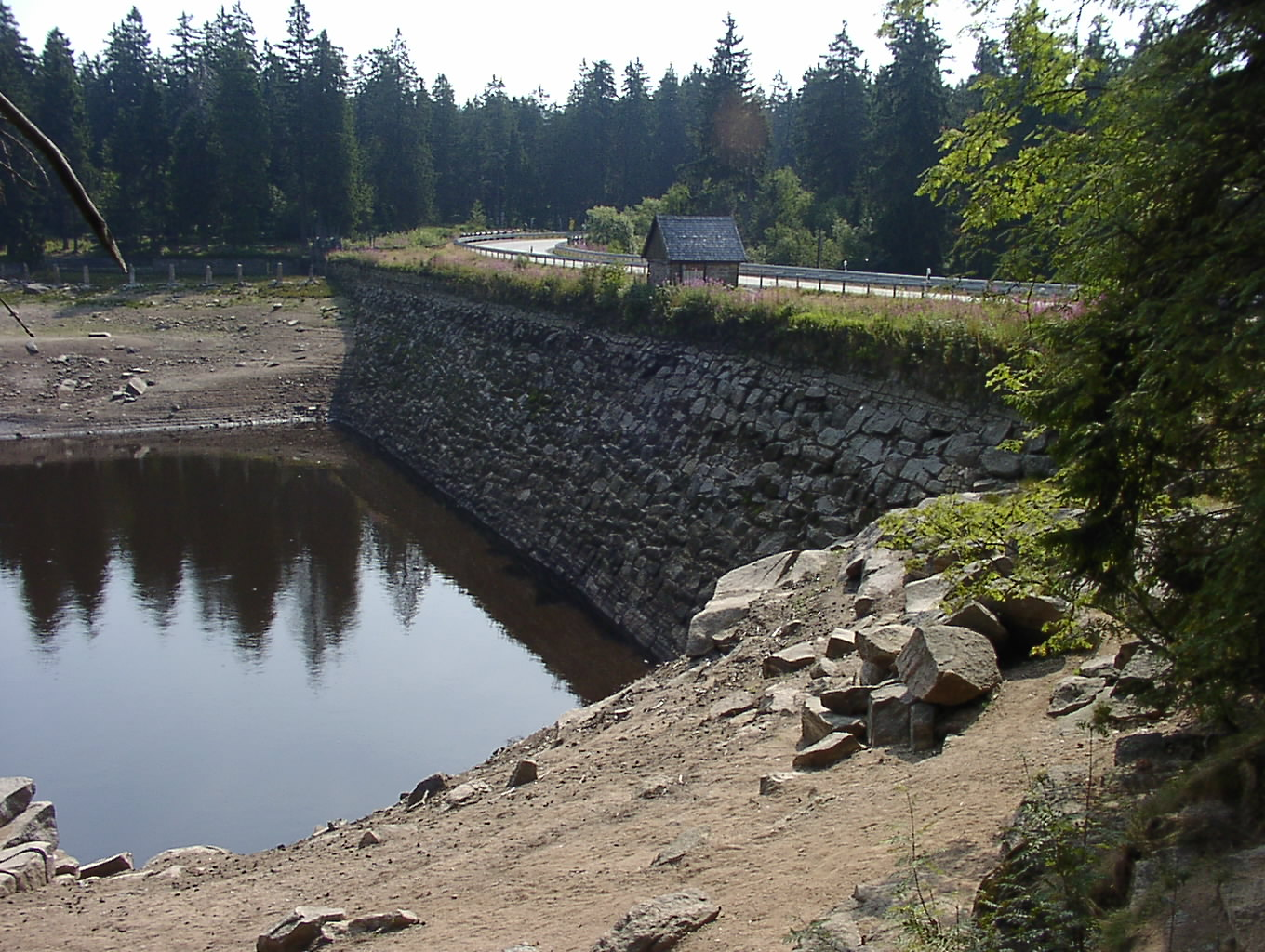
Blick von Nordwesten auf das wasserseitige Mauerwerk des Dammes bei stark entleertem Stauraum

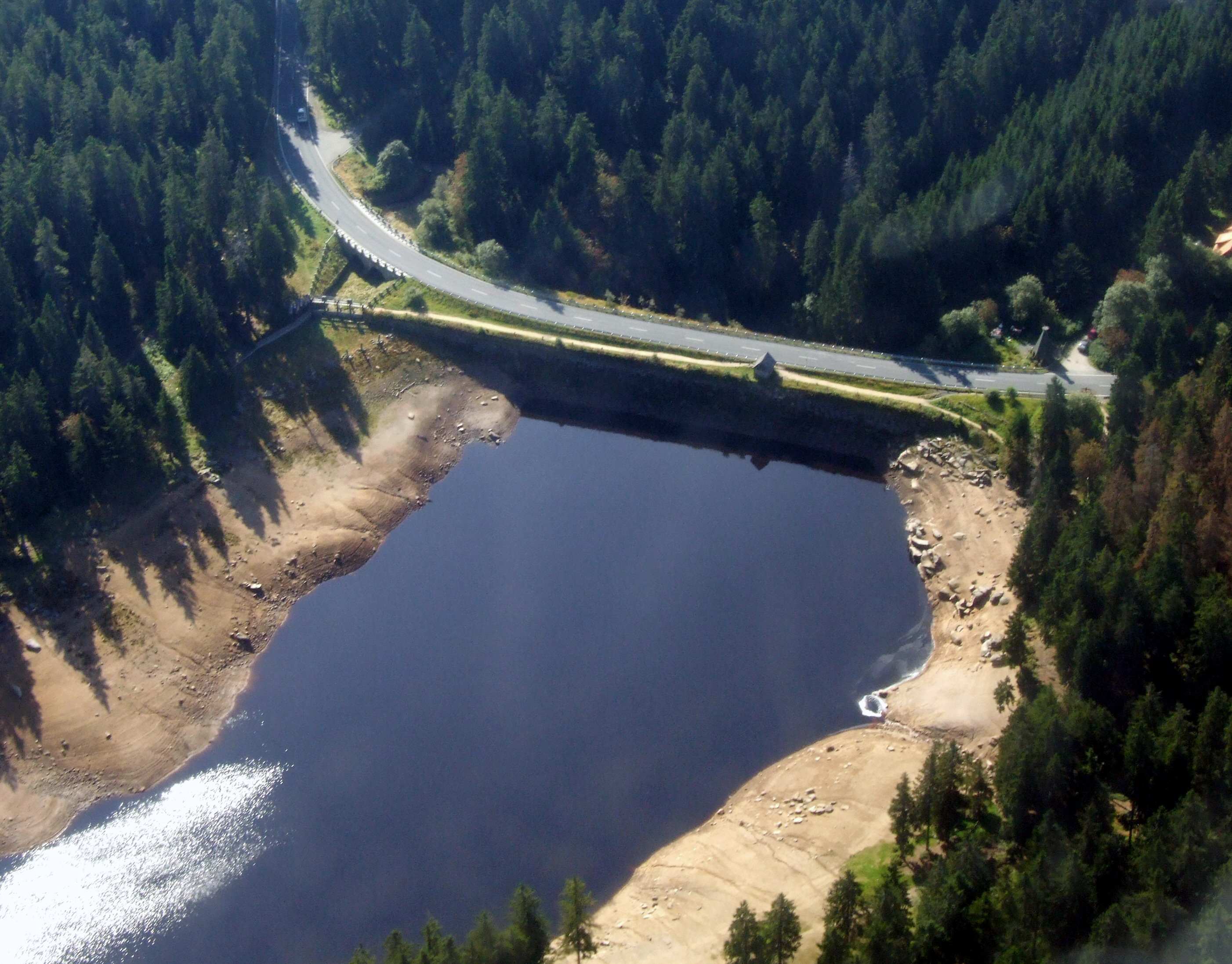
Luftbild des Dammes von Norden

Der Oderteich ist eine historische Talsperre im Harz. Er liegt nahe dem Braunlager Stadtteil St. Andreasberg im gemeindefreien Gebiet Harz des niedersächsischen Landkreises Goslar und staut das Wasser der Oder auf.
Die Stauanlage des Oderteiches wurde in den Jahren 1715 bis 1722 von Sankt Andreasberger Bergleuten erbaut und wird von den Harzwasserwerken betrieben. Sie gehört seit Juli 2010 gemeinsam mit den anderen Bauwerken des Oberharzer Wasserregals unter der Bezeichnung Bergwerk Rammelsberg, Altstadt von Goslar und Oberharzer Wasserwirtschaft zum UNESCO-Weltkulturerbe.
Der Oderteich war bis zum Ende des 19. Jahrhunderts die größte Talsperre Deutschlands.

## Geographische Lage
Der Oderteich liegt im Oberharz innerhalb des Nationalparks Harz im Ortsdreieck Braunlage-Sankt Andreasberg-Altenau. Sein Staudamm befindet sich 6,8 km nordwestlich der Kernstadt von Braunlage und 6 km nordnordöstlich vom Braunlager Ortsteil Sankt Andreasberg. Der Stauteich liegt zwischen der Achtermannshöhe (ca. 920 m) im Ostsüdosten, dem Sonnenberg (853,4 m) im Südsüdwesten und dem Bruchberg (ca. 927 m) im Westnordwesten.
Gespeist wird der Oderteich von der von Osten heran fließenden Oder und der unweit davon von Nordnordwesten kommenden Rotenbeek; etwa 350 Bachmeter oberhalb der Einmündung nimmt die Rotenbeek von Westnordwesten den kleinen Bach Sonnenkappe auf. Der Stauteich ist länglich von der Rotenbeek im Norden bis zum Staudamm im Süden gestreckt. Es gibt keine Ortschaften am Teich; aber in seinem Einzugsgebiet liegt 1,2 km östlich vom Stauraum der kleine Braunlager Ortsteil Oderbrück.
Über den Staudamm führt die Bundesstraße 242, die etwa 800 m südöstlich in die Bundesstraße 4 mündet. Etwa 12 km südlich liegt oderabwärts die 1934 fertiggestellte größere Odertalsperre.

## Zweck
Der Oderteich wurde errichtet, um über den Rehberger Graben die Wasserräder der Sankt Andreasberger Bergwerke auch in Trockenzeiten zuverlässig mit Aufschlagwasser zu versorgen. Sein Fassungsvermögen reichte aus, um eine Trockenperiode von etwa drei Monaten zu überbrücken. Er ist der größte aller Oberharzer Teiche.
Heute treibt das Wasser des Oderteiches noch mehrere Wasserkraftwerke in Sankt Andreasberg, in der Grube Samson und im Sperrluttertal an.

## Geschichte

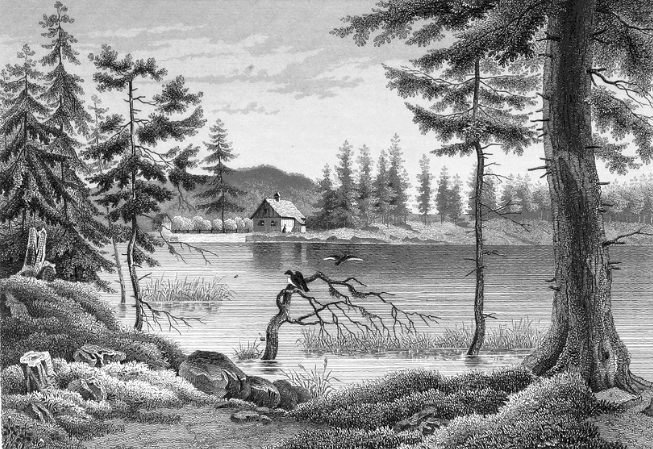
Darstellung des Oderteichs im 19. Jahrhundert

Im Jahre 1703 wurde der Neue Rehberger Graben fertiggestellt, der Oderwasser nach Sankt Andreasberg leitete. Dies verbesserte deutlich die Aufschlagwasserversorgung der dortigen Bergwerke, doch konnte die Oder nach längerer Trockenheit nicht genügend Wasser liefern. Dies löste Überlegungen aus, die Kraftwasserversorgung durch die Anlage eines Wasserspeichers weiter zu verbessern.
Zehn bis 15 Kilometer weiter westlich, im Raum Clausthal-Zellerfeld und Hahnenklee waren zu diesem Zeitpunkt 50 bis 60 kleine Talsperrenbauwerke in Betrieb. Der dortige Baustil ließ sich aber nicht kopieren, da die für die Dichtung des Bauwerkes verwendeten Rasensoden in der Umgebung des Oderteiches nicht zur Verfügung standen.
Zwischenzeitlich war man dabei, den nur mit Holzgefludern angelegten Rehberger Graben zu „mauern“, das heißt, die Gefluder durch einen aus Erdbaustoffen und Trockenmauerwerk hergestellten, wesentlich beständigeren Kunstgraben zu ersetzen. Dabei stellte man fest, dass gründlich festgestampfter Granitgrus eine wirksame Dichtung bildet.
Der Vizebergmeister Caspar Dannenberger schrieb 1712 zwei Briefe an das Bergamt Clausthal und schlug vor, den Oderteichdamm aus Granitmauerwerk mit einer Granitgrus-Dichtung zu errichten. Dieser Vorschlag wurde umgesetzt. Dannenberger, der geistige Vater des Oderteichdammes, erlebte die Umsetzung nicht mehr; er starb am 23. April 1713.
Im August 1714 war die Planung des Projektes beendet. Der Markscheider Bernhard Ripking hatte die erste Bauzeichnung erstellt, nach der Andreas Leopold Hartzig (1685–1761) einen Kostenvoranschlag verfasste. Bereits am 14. September genehmigte König Georg Ludwig durch einen allergnädigsten Spezialbefehl den Bau des Oderteichdammes und stellte die veranschlagten Mittel in Höhe von „3048 Thalern 27 gl“ bereit.
Im Frühjahr 1715 begann der Bau. Zunächst wurde ein Gründungsgraben ausgehoben, an dem die Dammdichtung angeschlossen wurde. In kleinen Steinbrüchen im künftigen Stauraum wurden die für das wasser- und luftseitige Mauerwerk erforderlichen Granitsteine und der Granitsand gewonnen. Dadurch konnte der künftige Beckeninhalt zugleich etwas vergrößert werden.
Die Arbeiten zogen sich bis 1722 hin. Da Hochwässer während der Bauzeit weder aufgestaut noch über den – relativ klein dimensionierten – Grundablass abgeleitet werden konnten, musste man ständig eine Hochwasserentlastungsanlage (Ausflut) vorhalten, die mit dem Staudamm mitwuchs.
Kurz nach Baubeginn wurde erstmals thematisiert, den Damm höher als ursprünglich geplant auszuführen. Letztendlich wurde im Jahr 1717 nach längerer Diskussion genehmigt, den Damm anstelle von sieben geplanten auf insgesamt neun Lachter (knapp 18 Meter) Höhe aufzuschütten. Dadurch vergrößerte sich das Dammschüttvolumen um 55 % und das Stauvolumen verdoppelte sich auf 1,67 Millionen Kubikmeter.
Durch die Erhöhung und andere Einflüsse erhöhten sich die Baukosten während der Ausführungszeit erheblich: Letztendlich kostete der Oderteichdamm rund 11.700 Reichstaler, fast das Vierfache der ursprünglich veranschlagten und genehmigten Summe. Das mehrfache Beantragen und Genehmigen der Nachträge wurde aber vom König nicht beanstandet. Die drei verantwortlichen Bergmeister und Grabensteiger wurden 1724 mit Geldprämien zwischen 12 und 100 Talern ausgezeichnet.
Der Sankt Andreasberger Bergbau kam im Jahre 1913 zum Erliegen. Fortan nutzte man die Anlagen des Oberharzer Wasserregals zur Stromerzeugung: Das Wasser des Oderteiches fließt weiterhin nach Sankt Andreasberg und wird dort in mehreren Kraftwerken, vor allem in der Grube Samson genutzt. Dies gewährleistet bis heute den wirtschaftlichen Betrieb von Oderteich und Rehberger Graben. Zu den Gefällepächtern gehören heute unter anderem die Unternehmen Harz Energie und Eckold.
Ende der 1920er Jahre planten die Harzwasserwerke eine deutliche Erhöhung des Oderteichdammes. Dabei wurden der Damm und die Geologie der Umgebung gründlich untersucht. Durch Schürfe wurde auch die Dichtung aus Granitgrus freigelegt und man stellte fest, dass diese aufgrund ihrer hohen Festigkeit kaum mit der Kreuzhacke zu bearbeiten war. Diese Planungen wurden später aus unbekannten Gründen nicht weiter verfolgt.

## Konstruktion

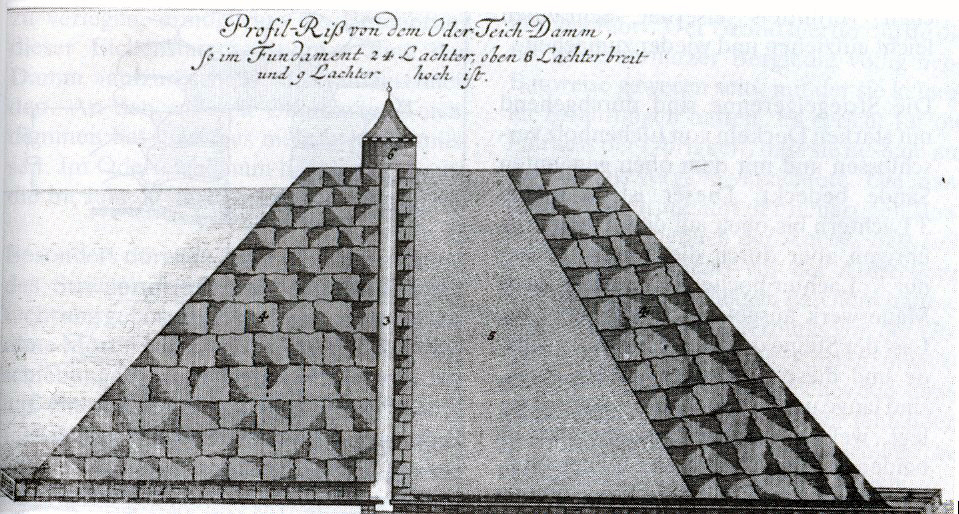
Historische Querschnittszeichnung des Dammes von 1763: Mauerwerk links und rechts, mittig die Striegelanlage und Dichtung aus Granitgrus

Der Staudamm des Oderteiches unterscheidet sich erheblich von den sonstigen Staubauwerken des Oberharzer Wasserregals. Das Dammbauwerk ist deutlich höher und das Stauvolumen erreicht knapp das Dreifache der Kubatur der größten Teiche um Clausthal-Zellerfeld und Hahnenklee. Außerdem wurden andere Baustoffe eingesetzt.

### Staubauwerk
Die Talsperre wurde von 1715 bis 1722 errichtet. Sie ist 17,3 Meter über der Gewässersohle und 22 m über der Gründungssohle hoch; vom luftseitigen Dammfuß aus gemessen beträgt die Höhe 19 Meter. Die Krone liegt auf 724,7 m ü. NN Höhe. Das Bauwerk hat unterschiedlichen Angaben zufolge 36.500 bis 42.000 m³ Volumen. Es ist an der Krone 153 m lang und 16,1 m breit; der Fuß hat 34,6 m Basisbreite.
In der Dammmitte befindet sich mit bis zu 11,5 Meter Mächtigkeit die Dammdichtung aus festgestampften Granitgrus. Links und rechts davon wurde normales Dammschüttmaterial eingebracht. Die luft- und wasserseitigen Böschungen bestehen aus einem Zyklopenmauerwerk aus großen Granitsteinen und einer luft- und wasserseitigen Böschungsneigung von 1:0,625.
Die Talsperre erweist sich als ein sehr dauerhaftes Bauwerk und befindet sich wie die gesamte Stauanlage praktisch noch im Originalzustand. Grundsätzlich ist es nicht ganz klar, ob es sich beim Oderteichstaubauwerk um einen Staudamm oder um eine Staumauer handelt – wohl eine Kombination von beiden.

### Grundablass (Striegel)

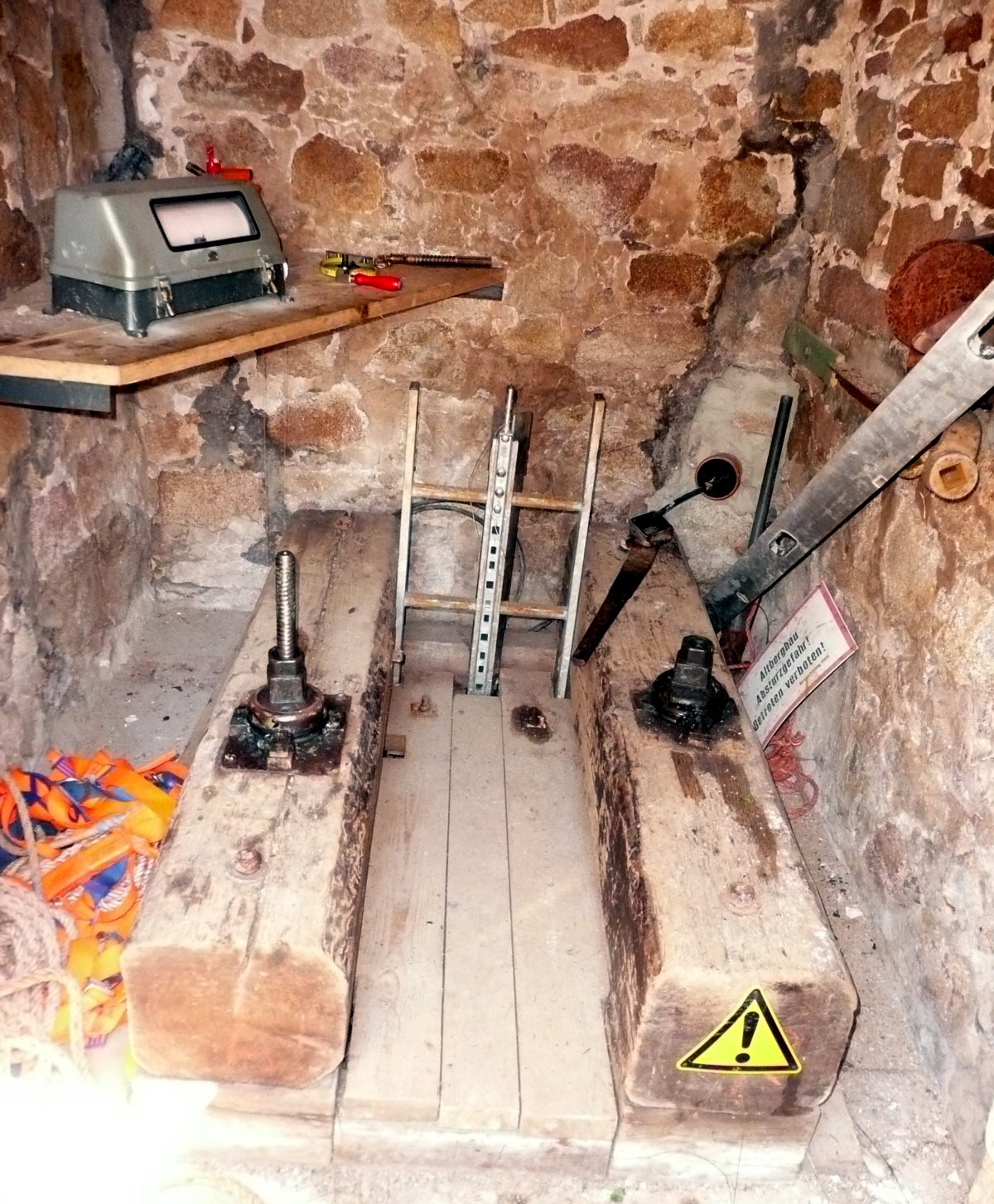
Innenansicht des Striegelhauses. An den Vierkantmuttern können die Striegel eingestellt werden

Die Absicht, für den Oderteich besonders beständiges Material zu verwenden, zeigt sich am besten an der Striegelanlage. An der taltiefsten Stelle wurde in den Damm ein Schacht mit einem Querschnitt von etwa 1,10 × 1,20 Metern eingebaut. Dieser Schacht ist mit großen behauenen Granitsteinen eingefasst und reicht bis zur natürlichen Talsohle. Von der Schachtsohle aus führt ein einlaufendes Gerinne von 0,75 Meter Breite und 0,90 Meter Höhe in den Stauraum. Dadurch kommuniziert der Stauraum des Teiches stets mit dem Wasserstand im Schacht. Von der Schachtsohle aus führen zwei Holzgerenne aus Eichenholz mit quadratischen Querschnitten von etwa 25 × 25 Zentimetern zum luftseitigen Dammfuß. Sie haben an der Schachtsohle einen Einlauf von oben, der ähnlich wie mit einem Badewannenstöpsel durch einen Striegelzapfen verschlossen wird. Über ein Gestänge kann dieser Zapfen vom Striegelhaus über dem Schacht aus gezogen oder abgesenkt werden. Das Eichengerenne ist so eingebaut, dass es auch bei geschlossenem Grundablass stets unter Wasser ist und damit kaum verrottet. Die gesamte Grundablasskonstruktion wird Striegel genannt.
2016 wurde festgestellt, dass beide Holzgerenne schadhaft sind. Sie wiesen größere Fehlstellen auf; das Wasser hatte sich durch das umgebende Dichtungsmaterial Hohlräume geschaffen, wodurch es in großen Mengen den Weg aus dem Striegelschacht am Verschlussorgan vorbei in die Gerenne fand. In beide Gerenne wurde daher jeweils ein Kunststoffrohr eingeschoben, der verbleibende Zwischenraum sowie die Hohlräume mit einem Tonmehl-Zementgemisch verpresst. Das originale Holzgerenne verblieb damit an seiner Stelle; auch der Striegel als Verschlussorgan erfüllt weiterhin seine ursprüngliche Funktion.

### Die Große Ausflut

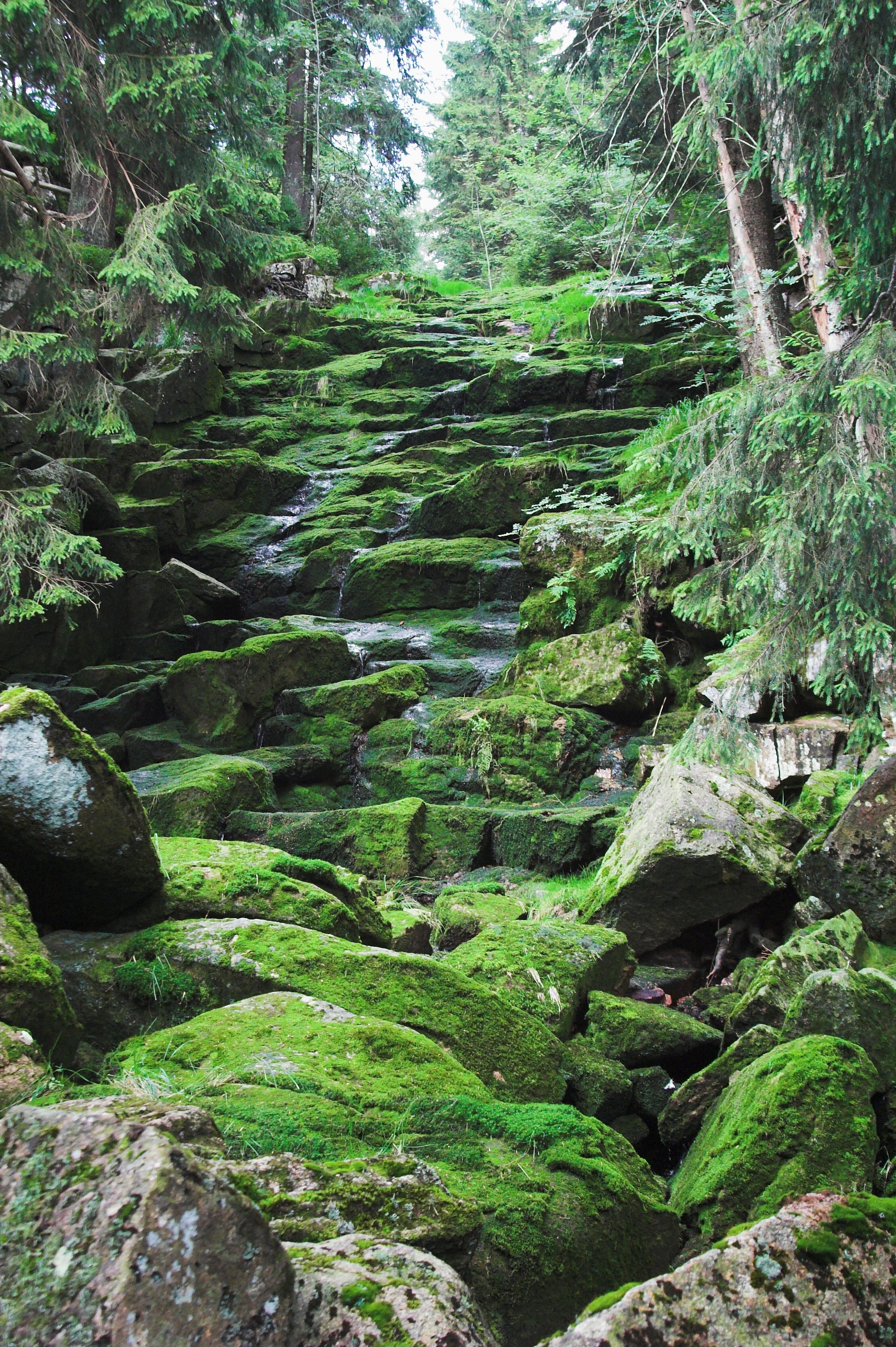
Die Schussrinne der Großen Ausflut

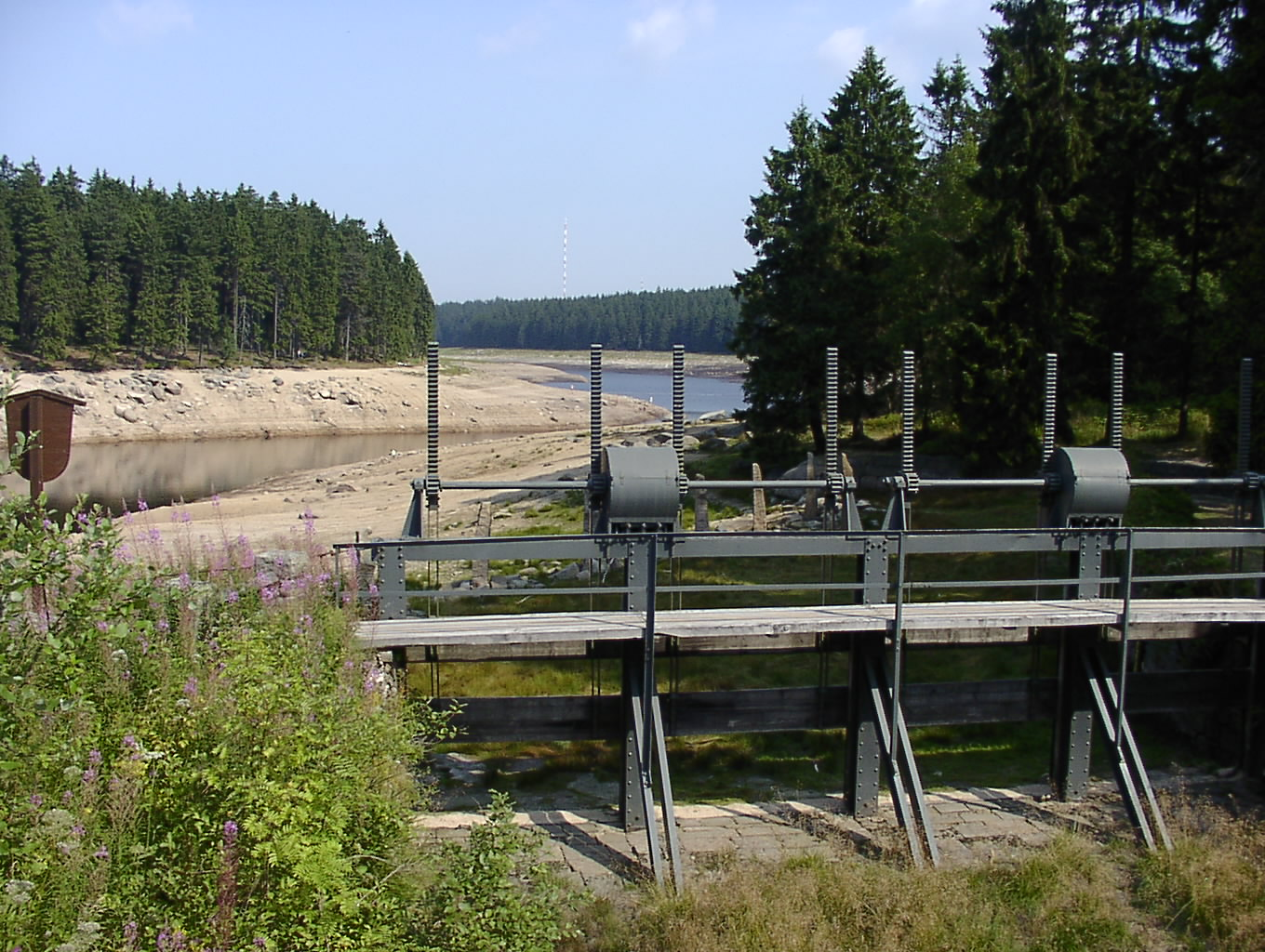
Blick über die Schützanlage der Hochwasserentlastung auf den teilentleerten Stauraum

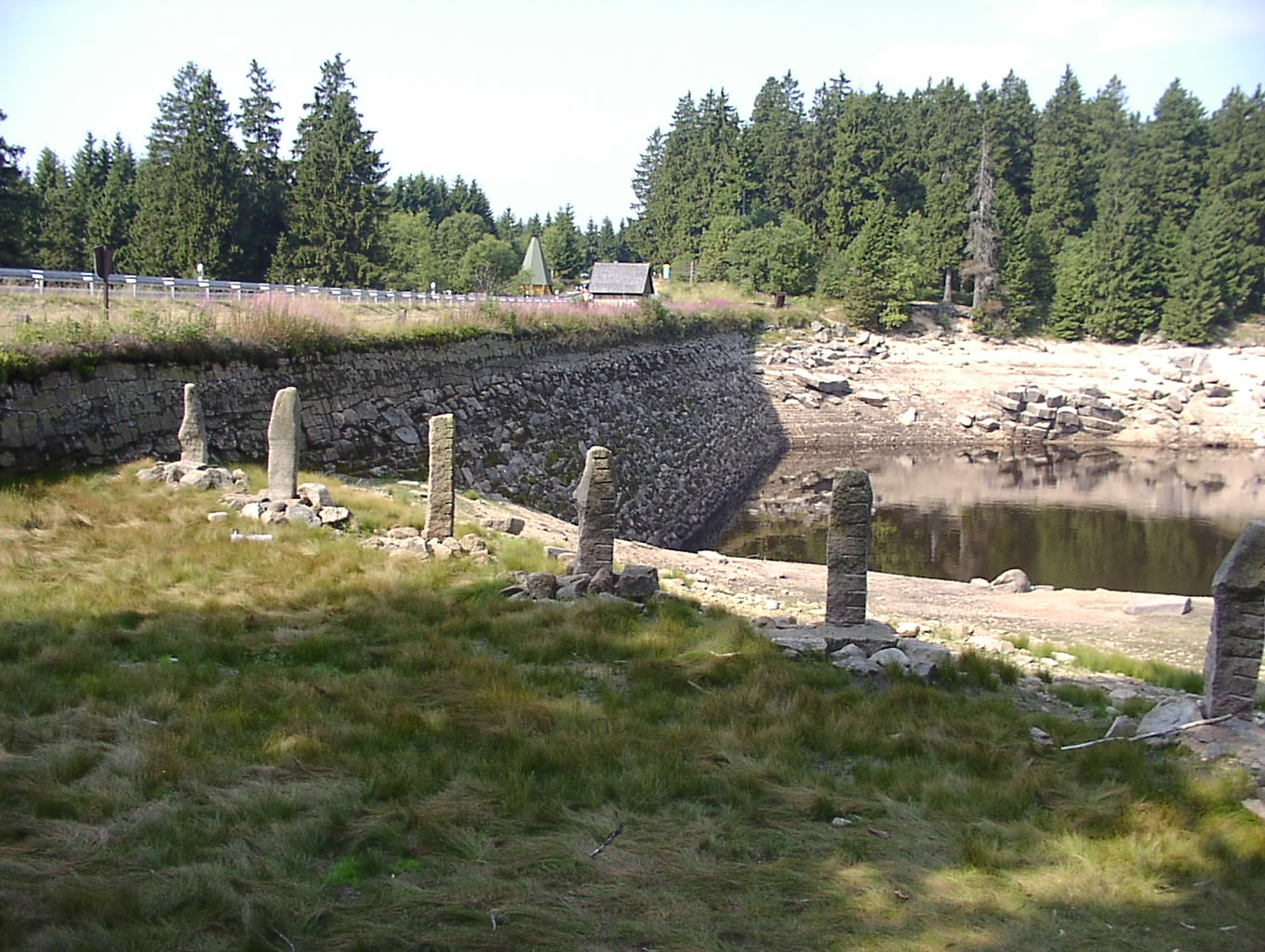
Granitstelen vor der Ausflut. Dahinter das wasserseitige Zyklopenmauerwerk bei niedrigem Wasserstand

Jede Talsperre benötigt eine Hochwasserentlastungsanlage, damit auch außergewöhnlich große Hochwässer nicht zum Überströmen der Dammkrone führen. Beim Oderteich befindet sie sich am östlichen Dammende.
Im Stauraum vor der Ausflut fallen einige hinkelsteinähnliche, etwa 2,50 Meter hohe Stelen aus Granit auf. Sie dienen dazu, Eisschollen vom Überlauf fernzuhalten, da diese den Ablaufquerschnitt verklausen könnten. Die Schützanlage der alten Ausflut wurde 1895 von der Königlichen Centralschmiede Clausthal gefertigt. Sie ermöglicht es, das Stauziel noch einmal um einen Meter zu erhöhen.
Ursprünglich führte die Ausflut noch fast 100 Meter weiter geradeaus in Richtung Süden, ehe das Wasser zu Tal stürzen konnte. Diese Trasse ist für das geübte Auge im Gelände noch erkennbar. Als gegen Ende der Bauarbeiten 1722 noch Steine zur Fertigstellung der Staumauer fehlten, sprengte man etwa 60 Meter unterhalb der Schützanlage im rechten Winkel zu dieser Ausflut die steil abfallende und etwa 80 Meter lange Große Ausflut aus dem Fels, mit der man sich wohl eine günstigere hydraulische Leistungsfähigkeit erhoffte. Die in den Fels gehauene Schussstrecke ist insbesondere bei Betrieb sehr beeindruckend.
Die Ausflut war anfangs nicht ausreichend dimensioniert. Im Dezember 1760 wurde bei einem außergewöhnlichen Hochwasser der Staudamm überströmt. Durch die stabile Dammkonstruktion traten nur geringe Schäden ein. Man reagierte mit einer Dammerhöhung um einen Meter, die wahrscheinlich lediglich die bis dahin eingetretene Dammsetzung ausgeglichen hat.
1886/87 kam man zu dem Schluss, dass die Leistungsfähigkeit der Ausflut weiter erhöht werden musste. Hierzu wurde wenige Meter östlich der vorhandenen Ausflut eine weitere, am Einlauf zwölf Meter breite Ausflut gebaut, deren Überlaufschwelle etwa einen Meter über der Schwelle der alten Hauptausflut liegt. Sie unterquert parallel zur Hauptausflut die B 242 und wird kurz vor dem Überlaufpegel und der anschließenden Schussrinne mit dieser zusammengeführt. Dadurch konnte die Leistungsfähigkeit der Hochwasserentlastungsanlage um etwa 50 % erhöht werden.

## Stauraum

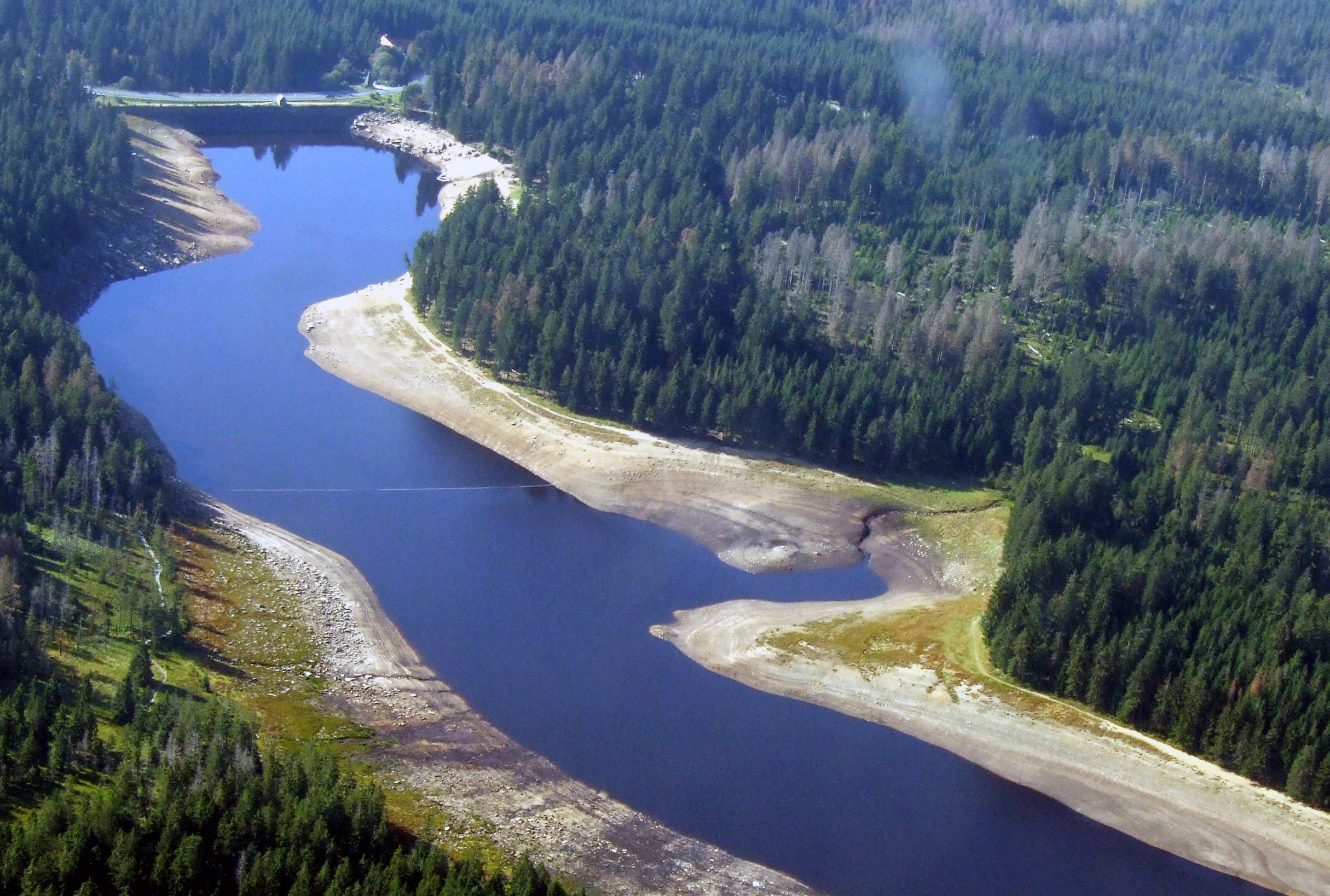
Luftbild des stark entleerten Stauraumes von Nordosten; im Hintergrund der Damm

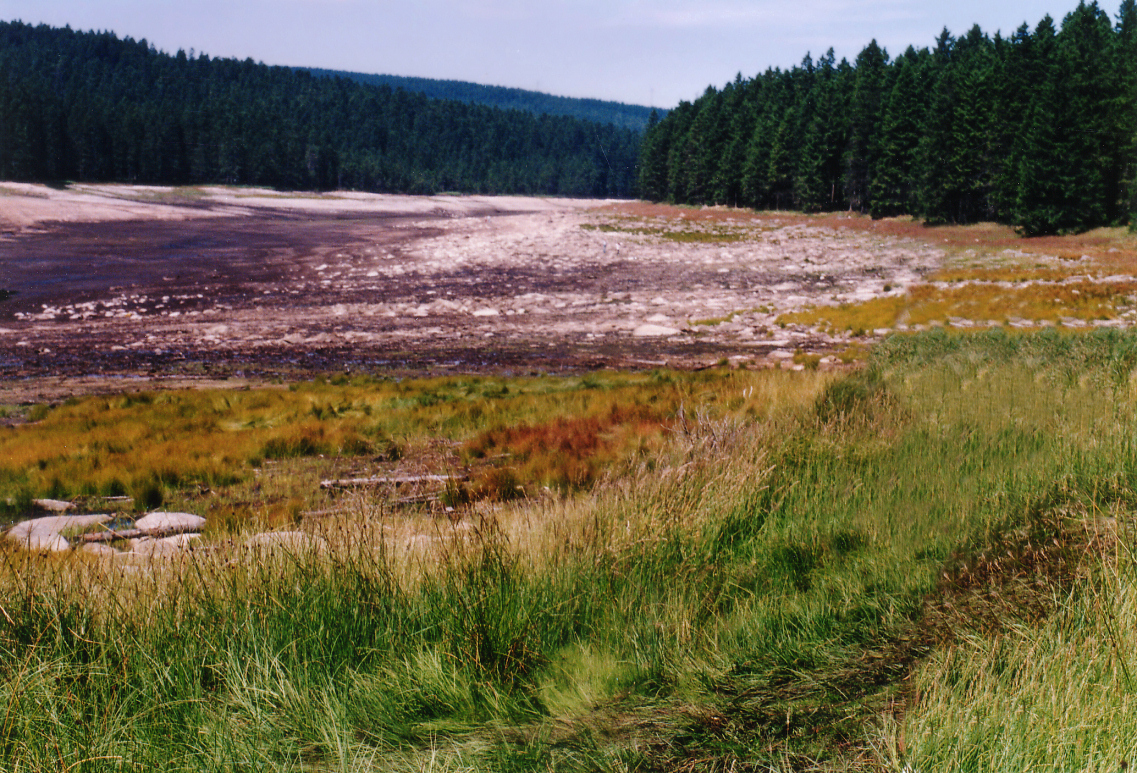
Leergefallener Teich, 1989

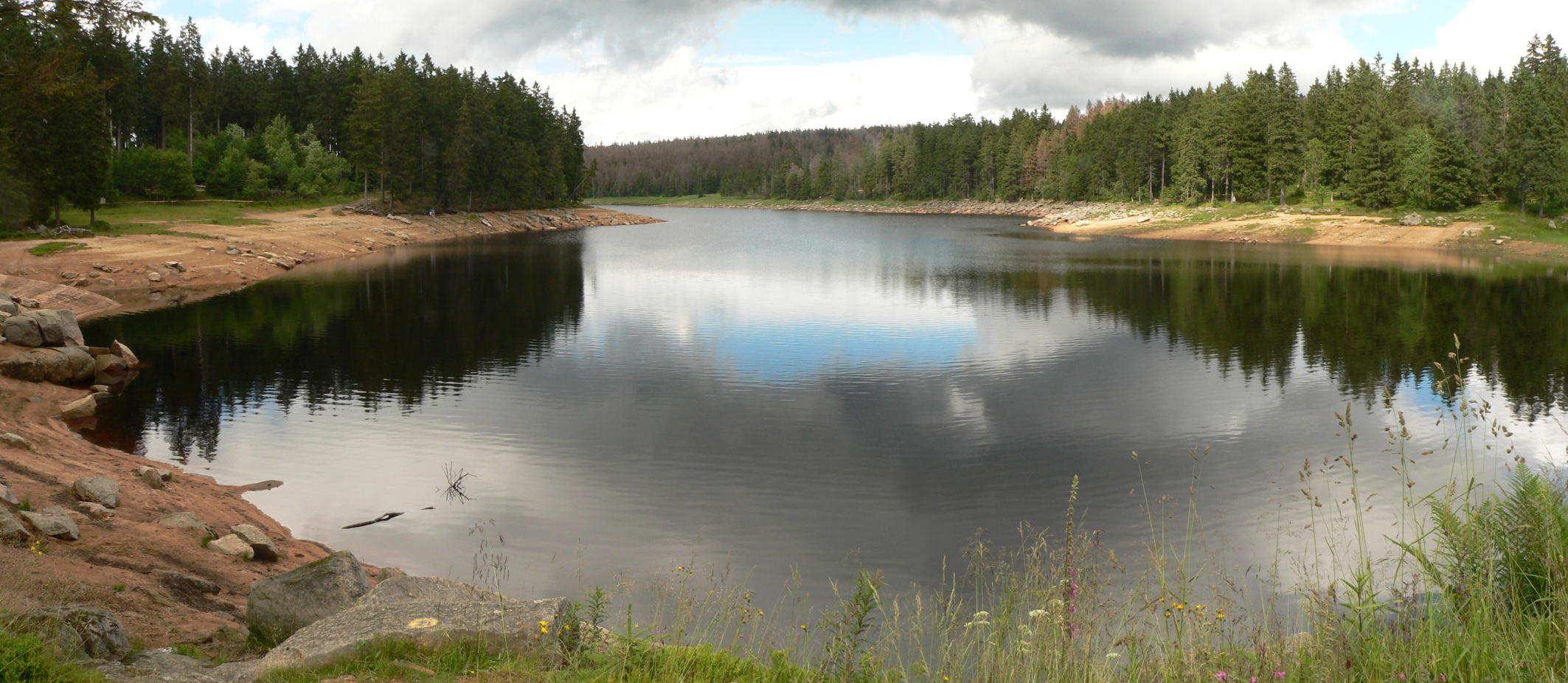
Blick über den Oderteich vom Damm aus

Der Oderteich hat eine Fläche von 30 ha. Sein Stauraum (Speicherraum) ist 1,668 Millionen m³ und sein Gesamtstauraum 1,83 Mio. m³ groß. Das Stauziel liegt auf 723,35 m ü. NN Höhe. Sein Einzugsgebiet ist 12,2 km² groß. Das Bemessungshochwasser liegt bei 31 m³/s Der Ausbaugrad des Oderteiches ist sehr gering: Sein Stauraum kann nur 14 % des Jahresdurchflusses speichern. Dies erklärt die hohen Wasserspiegelschwankungen. Der Teich kann sich bei weitgehend leerem Stauraum innerhalb weniger Stunden bis zum Überlauf füllen und läuft in der Regel mehrmals im Jahr über.
Im Oderteich gibt es keine Fische. Vermutlich bietet ihnen das relativ saure Milieu des Wassers keinen Lebensraum. Das Wasser kommt zu einem großen Teil aus Hochmoorgebieten und hat einen hohen Huminsäureanteil. Dies setzt die Oberflächenspannung herab und verursacht die braune Färbung des Wassers sowie auffällige Schaumkronen im Zu- und Ablauf.

## Stromerzeugung
Für die Stromerzeugung werden vom Oderteich stets 200 bis 300 Liter Wasser pro Sekunde in den Rehberger Graben abgegeben. Sobald der Zufluss geringer als die Abgabe ist, sinkt der Wasserstand im Teich. Bei anhaltender Trockenheit über mehrere Monate kann der Teich auch ganz leerfallen. Dies kommt etwa alle fünf bis zehn Jahre vor, zuletzt geschah es in den Jahren 1999, 2003 und 2018.

## Größte Talsperre
Der Oderteich wird oft als älteste Talsperre Deutschlands bezeichnet. Dies ist aber nicht korrekt, da es bereits im Mittelalter im Erzgebirge und im Oberharz eine Vielzahl von Staubauwerken gab, die nach der Talsperrendefinition als Talsperren einzuordnen sind. Allerdings war er von seiner Fertigstellung bis zum Ende des 19. Jahrhunderts über einen Zeitraum von 170 Jahren die größte Talsperre Deutschlands. Bezüglich der Stauhöhe wurde er 1891 durch die Eschbachtalsperre im Bergischen Land übertroffen, die eine 23 m hohe Staumauer aufweist. In Hinblick auf das Stauvolumen wurde der Oderteich erst 1899 durch die Lingesetalsperre mit einem Stauvolumen von 2,6 Millionen Kubikmetern abgelöst.

## Touristische Erschließung

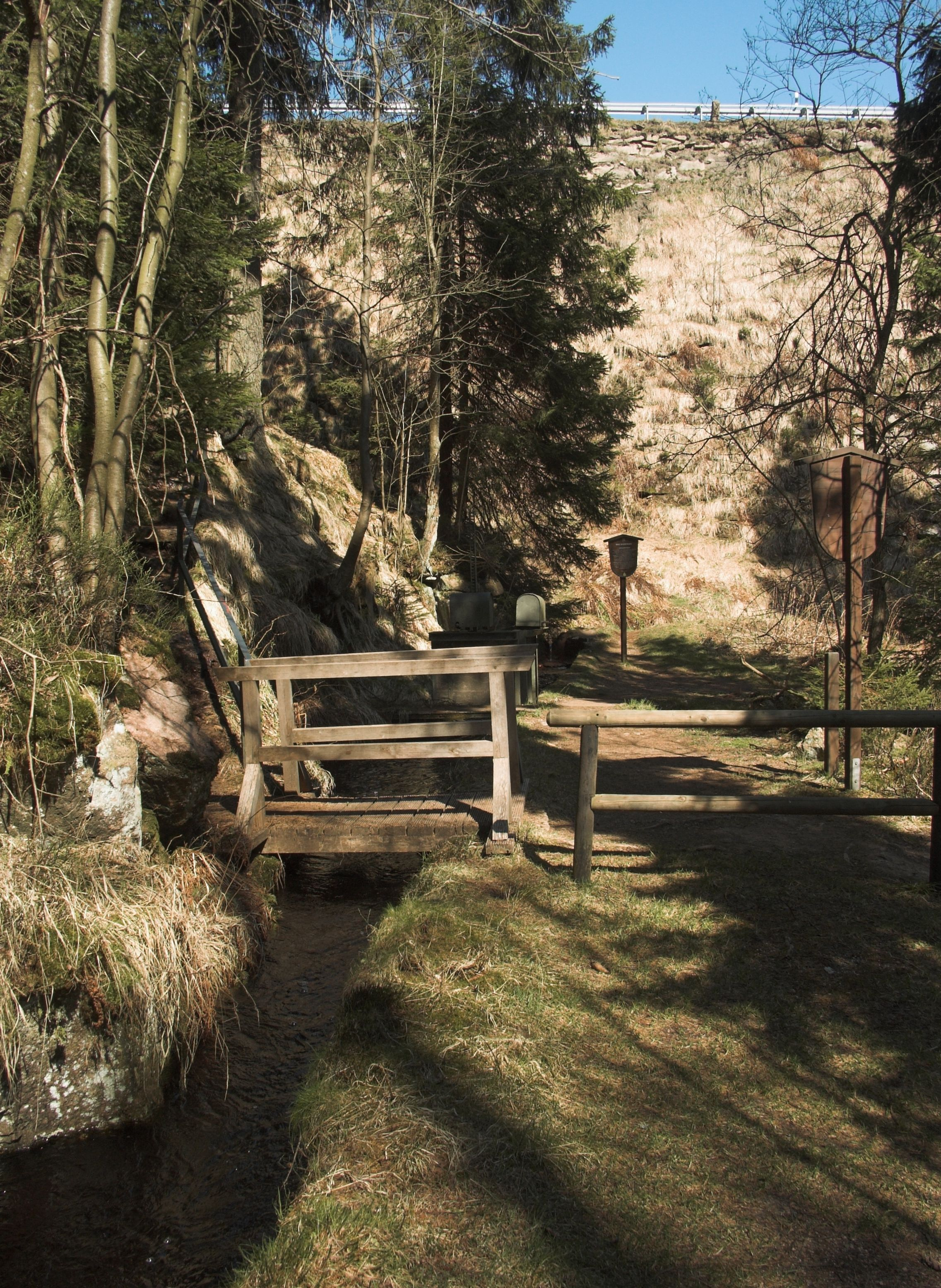
Anfang des Rehberger Grabens am Grundablass des Oderteiches. Im Hintergrund die Luftseite des Dammbauwerkes

Badebetrieb ist im südlichen Drittel des Oderteichs, also in Dammnähe, erlaubt. Der nördliche Bereich wird im Sommer durch eine Schwimmerkette abgegrenzt und soll ausschließlich der Natur überlassen werden. Es gibt einen etwa 4,5 Kilometer langen Rundwanderweg um den Teich, der streckenweise als Bohlensteg durch hochmoorähnliche Flächen führt. Der im Norden in den Oderteich mündende Bach Rotenbeek (Sonnenkappe) ist als Nr. 217 in das System der Stempelstellen der Harzer Wandernadel einbezogen; die Stempelstelle befindet sich an dessen Westufer – nahe der Bachmündung in das Staubecken.
Eissportliche Nutzungen im Winter sind nicht zu empfehlen, da der stark wechselnde Wasserstand die Bildung einer stabilen Eisdecke insbesondere im Uferbereich erheblich erschwert.
Von den Betreibern des Oderteiches, den Harzwasserwerken, wurde Mitte der 1990er Jahre ein Informations-„WasserWanderWeg“ angelegt. Dieser führt über die Dammkrone zu den beiden Ausfluten, weist auf die beiden zusätzlichen Sammelgräben hin und geht über den Überlaufpegel entlang der großen Ausflut und deren Schussrinne hinunter zum luftseitigen Dammfuß. Von dort aus hat man einen Blick auf das luftseitige Mauerwerk des Staudammes und kann den Auslass des Grundablasses sowie den Beginn des Rehberger Grabens betrachten. Informationstafeln entlang dieses Weges erläutern die verschiedenen Bauwerke.

## Sonstiges
Die Dammansicht wird durch die auf der Krone verlaufende B 242 geprägt, was als wenig denkmalgerecht angesehen wird. Bemühungen seitens des Nationalparks und der Denkmalschutzbehörden, die Straße gefälliger zu gestalten, scheiterten regelmäßig an dem Sicherheitsverständnis der für die Straße zuständigen Behörden. Insbesondere ein Ersatz der Leitplanken durch andere Konstruktionen konnte aus diesen Gründen bisher nicht umgesetzt werden.

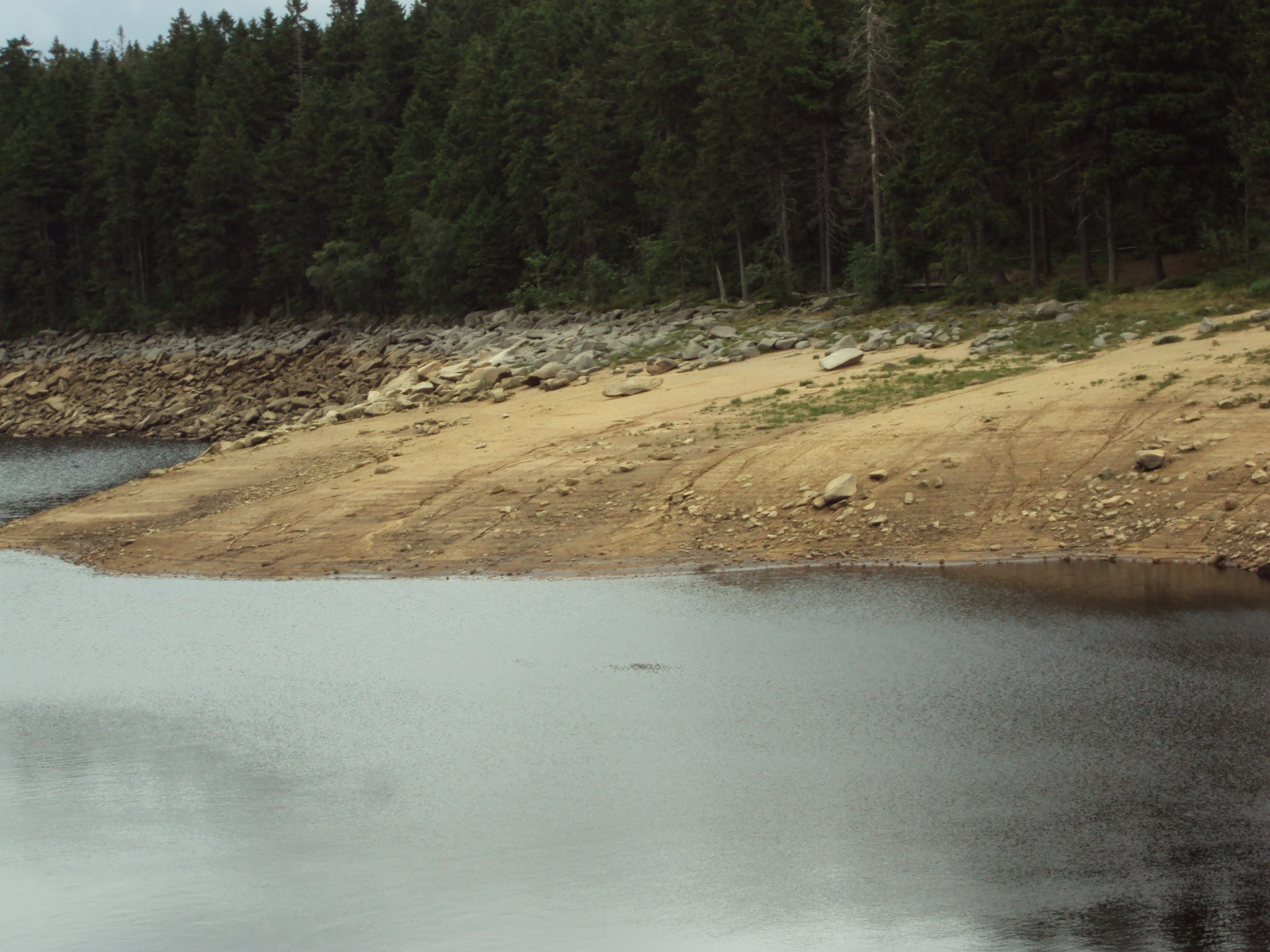
Materialentnahme am Ostufer: Die großen Granitsteine, die im rechten Bereich des Bildes fehlen, sind alle in den Damm eingebaut worden

Bei abgesenktem Wasserstand werden gut einige Stellen der Materialentnahme für den Bau erkennbar. Das Ostufer ist im nördlichen, unbeeinflussten Bereich mit großen Granitsteinen übersät. Dagegen befinden sich in Dammnähe fast strandähnliche Zustände: In diesem Bereich wurden die Granitsteine alle entnommen, um sie im Mauerwerk oder als Dammschüttmaterial zu verwerten. Auch am Westufer sind ähnliche Verhältnisse erkennbar, bei sehr leerem Teich kann man noch Reste eines Steinbruches erahnen.
Bis in die 1960er Jahre stand am westlichen Dammende das zuletzt auch als Gaststätte genutzte Teichwärterhaus. Nachdem die ständige Anwesenheit des Teichwärters als nicht mehr erforderlich angesehen wurde, wurde es abgerissen. Die Grundmauern des Gebäudes kann man in der Ecke luftseitig der Bundesstraße noch schwach erkennen. Eine Ende der 1940er Jahre errichtete Skihütte des MTV Goslar wird auch als Selbstversorger-Gruppenquartier benutzt.
Bei vollkommener Entleerung des Oderteiches sind im Stauraum zirka 200 Meter oberhalb des Hauptdammes die Reste eines Notdammes zu erkennen. Dieser wurde 1898 angelegt, um während einer Striegelreparatur den Wasserzufluss in den Grundablass reduzieren zu können. Der Notdamm soll beim Abschluss der Reparatur gebrochen sein.

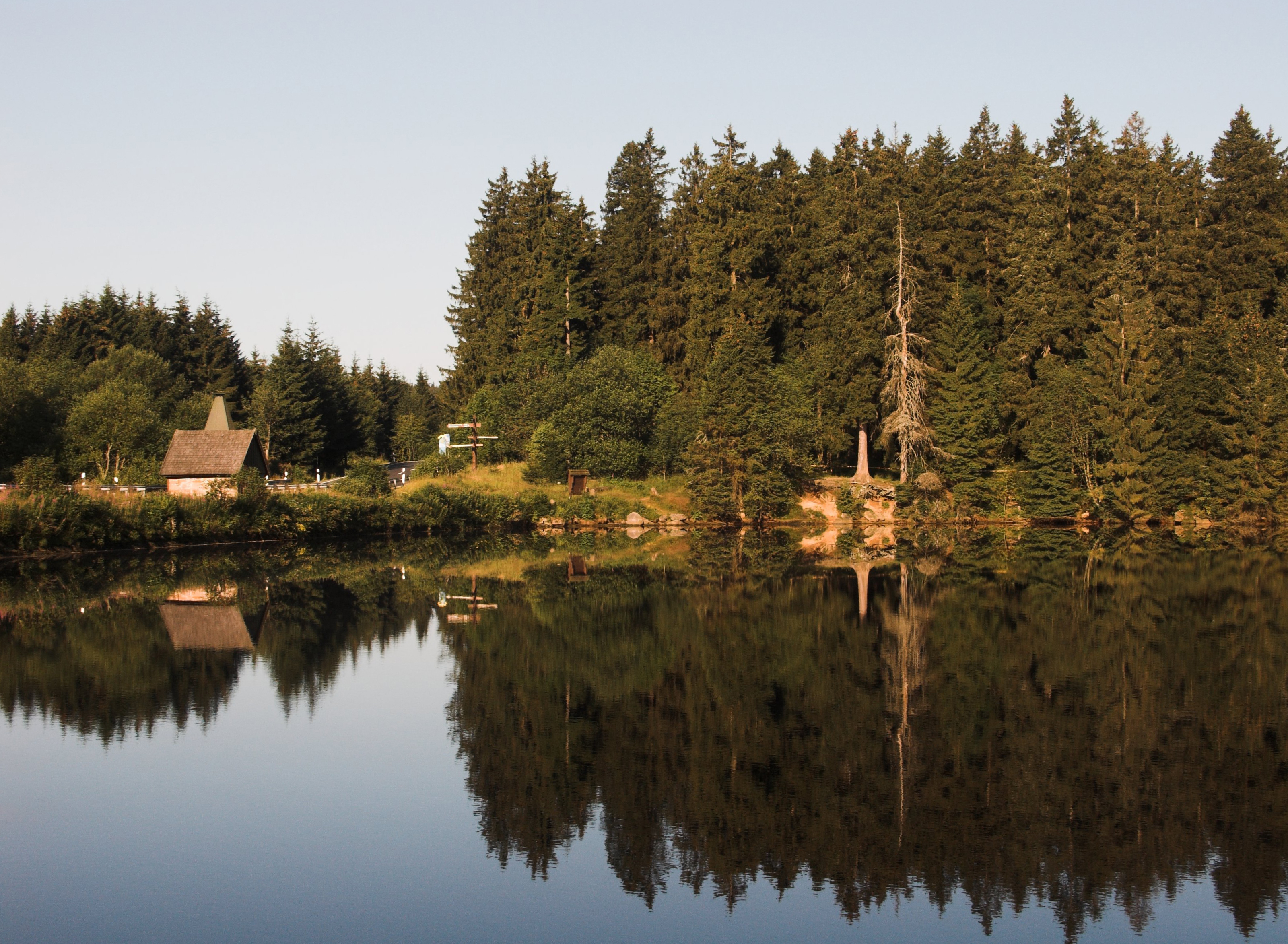
Südwestseite mit dem Striegelhäuschen bei Vollstau

Etwa zehn Kilometer flussabwärts südlich des Oderteiches wurde im Jahre 1934 die Odertalsperre fertiggestellt, die gelegentlich mit dem Oderteich verwechselt wird. Abgesehen von der Namensähnlichkeit und der Tatsache, dass beide Talsperrenbauwerke denselben Fluss aufstauen, gibt es aber keine Parallelen.

## Trivia
Im Winter 1928/29 landete der Flugpionier Walter Spengler auf dem zugefrorenen Oderteich.